# کاتسوهیکو سانو
کاتسوهیکو سانو (ژاپنی: 佐野 克彦؛ زادهٔ ۳۰ آوریل ۱۹۸۸) یک بازیکن فوتبال اهل ژاپن است.
از باشگاه‌هایی که در آن بازی کرده‌است می‌توان به باشگاه فوتبال شیمیزو اس-پالس اشاره کرد.